# El Cebadal
El Cebadal är en ort i Mexiko.   Den ligger i kommunen La Perla och delstaten Veracruz, i den sydöstra delen av landet, 210 km öster om huvudstaden Mexico City. El Cebadal ligger 2 478 meter över havet och antalet invånare är 182.
Terrängen runt El Cebadal är bergig västerut, men österut är den kuperad. Runt El Cebadal är det ganska tätbefolkat, med 199 invånare per kvadratkilometer. Närmaste större samhälle är Orizaba, 17,2 km söder om El Cebadal. I omgivningarna runt El Cebadal växer huvudsakligen savannskog.